# Cyanocompsa brissonii
Cyanocompsa brissonii е вид птица от семейство Cardinalidae.

## Разпространение
Видът е разпространен в Аржентина, Боливия, Бразилия, Колумбия, Парагвай, Уругвай и Венецуела.